# Блу Бери Хил (Тексас)
Блу Бери Хил (енгл. Blue Berry Hill) насељено је место без административног статуса у америчкој савезној држави Тексас.

## Демографија
По попису из 2010. године број становника је 866, што је 116 (-11,8%) становника мање него 2000. године.
| Група             | 2000.       | 2010.       |
| Белци             | 178 (18,1%) | 135 (15,6%) |
| Афроамериканци    | 2 (0,2%)    | 8 (0,9%)    |
| Азијати           | 2 (0,2%)    | 5 (0,6%)    |
| Хиспаноамериканци | 790 (80,4%) | 713 (82,3%) |
| Укупно            | 982         | 866         |